# Paul Évariste Parmentier
Paul Évariste Parmentier ( * 1860 - 1945 ) fue un botánico y pteridólogo francés. 
Parmentier fue instructor en el Departamento Jura de 1878 a 1881, para luego ser profesor en Arbois de 1882 a 1889 y en Baume-les-Dames de 1889 a 1898. Obtiene su bachillerato en Ciencias en 1886, y luego se licencia en Ciencias naturales en Besançon en 1889, y el doctorado en Ciencias naturales en Lyon en 1892.
De 1898 a 1919, es profesor de botánica agrícola en la Facultad de Ciencias de Besançon, y de 1919 a 1930, profesor de botánica. Dirige la Estación Agronómica de Franche-Comté de 1902 a 1920, y el laboratorio de Investigaciones Agrícolas para el servicio de represión de fraudes de 1908 a 1919.
Parmentier dirige la Sociedad de Horticultura de Doubs de 1903 a 1941. Publica numerosas obras de botánica aplicada tanto en agricultura como en horticultura, así como también de histología y de horticultura.

## Fuente
- André Charpin et Gérard-Guy Aymonin. 2004. Bibliographie sélective des Flores de France. V. Notices biographiques sur les auteurs cités : P-Z et compléments. Le Journal de Botanique de la Société botanique de France, 27 : 47-87
- La abreviatura «P.Parm.» se emplea para indicar a Paul Évariste Parmentier como autoridad en la descripción y clasificación científica de los vegetales.[1]